# Andy Hughes
Andrew John Hughes (ur. 2 stycznia 1978 roku w Stockporcie) – angielski piłkarz występujący na pozycji pomocnika. Obecnie gra w Boltonie Wanderers.

## Kariera klubowa
Andy Hughes zawodową karierę rozpoczynał w 1996 roku w angielskim zespole Oldham Athletic. Przez dwa sezony rozegrał dla niego 34 spotkania i zdobył jednego gola. W 1998 został wypożyczony do Notts County, a następnie działacze tego klubu zdecydowali się wykupić Hughesa na stałe. Angielski pomocnik szybko wywalczył sobie miejsce w podstawowym składzie Notts County i stał się jednym z najlepszych piłkarzy w kadrze. Kolejną drużyną w karierze Anglika był Reading, do którego Hughes trafił 5 lipca 2001 roku. Anglik miał zagwarantowane miejsce w podstawowej jedenastce i łącznie w barwach Reading wystąpił w 166 ligowych pojedynkach.
21 lipca 2005 roku za 500 tysięcy funtów Hughes przeniósł się do Norwich City. Zaliczył dla niego 72 ligowe występy, a następnie 9 sierpnia 2007 roku trafił do Leeds United. Początkowo angielski zawodnik w klubie z Elland Road pełnił rolę rezerwowego, jednak z czasem zaczął grywać coraz częściej. Swoją pierwszą bramkę dla ekipy "The Whites" Hughes strzelił 19 kwietnia 2008 roku w pojedynku przeciwko Millwall. Łącznie w sezonie 2007/2008 wystąpił w 40 ligowych meczach, w tym 32 w podstawowym składzie. W kolejnych rozgrywkach zanotował już tylko 18 występów w wyjściowej jedenastce, jednak w sezonie 2009/2010 ponownie zaczął regularnie grywać w podstawowym składzie.
W styczniu 2011 roku podpisał 1,5 roczny kontrakt z klubem Scunthorpe United.
1 sierpnia 2011 przeszedł na zasadzie wolnego transferu do Charltonu.